# Paul Schlick
Johann Paul Schlick (* 15. Juni 1841 in Gera; † 31. August 1923 in Zwötzen) war ein deutscher Rittergutsbesitzer und Politiker.

## Leben
Schlick war der Sohn des Diaconus suburbarnus Heinrich Julius Schlick in Gera und dessen Ehefrau Susane Henriette geborene Mayer. Schlick, der evangelisch-lutherischer Konfession war, heiratete am 28. Mai 1868 in Gera Amalie (oder Alina) Helene Müller (* 15. Juli 1847 in Gera; † 30. Juli 1926 in Zwötzen), die Tochter des Mühlenbesitzers Friedrich August Müller in Gera. Heinrich Hagen heiratete seine Schwester Klara Henriette Schlick.
Schlick war seit 1866 Besitzer des Rittergutes Zwötzen, welches sein Vater 1862 von Dorothea Schenck erworben hatte. 1910 übernahm sein Sohn Otto Schlick das Rittergut. 
Vom 31. Oktober 1880 bis zum 14. September 1889 war er Mitglied im Landtag Reuß jüngerer Linie.
Er wurde 1902 mit dem fürstlichen Ehrenkreuz III. Klasse, 1909 mit der Krone zum fürstlichen Ehrenkreuz III. Klasse und 1912 mit dem fürstlichen Ehrenkreuz II. Klasse ausgezeichnet. 1907 erhielt er den Titel Landkammerrat.